# L'Ombre (film, 1954)
Pour les articles homonymes, voir L'Ombre.
Pour plus de détails, voir Fiche technique et Distribution.
L'Ombre (L'Ombra) est un film italien réalisé par Giorgio Bianchi et sorti en 1954.

## Synopsis
Le peintre Gerardo Landi et son épouse Alberta mènent une vie heureuse, mais la santé de la jeune femme empire. Elle devient progressivement paralysée, clouée au lit dans sa chambre. Gerardo, désespéré, recommence à profiter de la vie grâce à une amie, Elena, dont il tombe amoureux.

## Fiche technique
- Réalisation : Giorgio Bianchi, assisté de Fede Arnaud
- Scénario : Fede Arnaud, Giorgio Bianchi d'après une pièce de 1915[2] de Dario Niccodemi
- Photographie : Tonino Delli Colli
- Musique : Carlo Rustichelli
- Montage : Adriana Novelli
- Durée : 104 min
- Dates de sortie : 
  - Italie: 26 décembre 1954
  - France : 29 septembre 1955

## Distribution
- Märta Torén : Alberta
- Pierre Cressoy :  Gerardo
- Gianna Maria Canale :  Elena
- Filippo Scelzo : Dr. Magre
- Paolo Stoppa :  Michele
- Emma Baron : Luisa
- Renato Navarrini